# Valduggia
Valduggia là một đô thị ở tỉnh Vercelli trong vùng Piedmont thuộc Ý, có cự ly khoảng 90 km về phía đông bắc của Torino và khoảng 45 km về phia bắc của Vercelli. Tại thời điểm ngày 31 tháng 12 năm 2004, đô thị này có dân số 2.305 người và diện tích là 28,7 km².
Đô thị Valduggia có các frazioni (đơn vị cấp dưới, chủ yếu là các làng) Rastiglione, Zuccaro, Orsanvenzo, Cereto, Colma di Valduggia, Arlezze, Castagnola, Sorzano, Crabia Inferiore, Cantone, Rasco, Soliva, Maretti, Orlonghetto, Lebbia, và Orcarale.
Valduggia giáp các đô thị: Boca, Borgosesia, Cellio, Gargallo, Grignasco, Madonna del Sasso, Maggiora, Pogno, và Soriso.

## Nhân vật nổi tiếng
- Gaudenzio Ferrari (khoảng 1471–1546), họa sĩ.